# John Heinz
Henry John Heinz III, född 23 oktober 1938 i Pittsburgh, Pennsylvania, död 4 april 1991 i Montgomery County, Pennsylvania, var en amerikansk republikansk politiker och affärsman. Han representerade delstaten Pennsylvania i båda kamrarna av USA:s kongress, först i representanthuset 1971–1977 och sedan i senaten från 1977 fram till sin död. Han omkom i ett flyghaveri.
Heinz gick i skola i Phillips Exeter Academy. Han utexaminerades 1960 från Yale University. Han avlade 1963 sin MBA vid Harvard Business School och tjänstgjorde därefter i USA:s flygvapen. Han gifte sig 1966 med Maria Teresa Thierstein Simões-Ferreira. Paret fick tre söner: Henry, André och Christopher.
Heinz karriär som affärsman omfattade olika ställningar inom H. J. Heinz Company, ett företag som hade grundats av hans farfars far Henry Heinz. Han undervisade 1970–1971 vid Carnegie Mellon University.
Kongressledamoten Robert J. Corbett avled 1971 i ämbetet. Heinz vann fyllnadsvalet för att efterträda Corbett i representanthuset. Han omvaldes 1972 och 1974.
Senator Hugh Scott kandiderade inte till omval i senatsvalet 1976. Heinz vann valet och efterträdde Scott som senator för Pennsylvania i januari 1977. Han omvaldes 1982 och 1988. Senator Heinz omkom i en flygolycka som krävde sju personers liv. En helikopter av modellen Bell 412 kolliderade med hans flygplan. Hans grav finns på Homewood Cemetery i Pittsburgh. Änkan Teresa gifte om sig 1995 med den demokratiske senatorn John Kerry.